# Bob Zimmer
Pour les articles homonymes, voir Zimmer.
Bob Zimmer (né le 20 octobre 1968) est un homme politique canadien de la Colombie-Britannique. Il est député fédéral conservateur de la circonscription britanno-colombienne de Prince George—Peace River et ensuite Prince George—Peace River—Northern Rockies à partir de 2011.

## Biographie
Né à Dawson Creek en Colombie-Britannique, Zimmer grandit à Fort St. John et gradue de la North Peace Secondary School (en) en 1986 avant de travailler comme aide-soudeur dans l'industrie pétrolière . Étudiant au Northern Lights College (en), il travaille ensuite comme compagnon charpentier dans une petite entreprise en construction de 1995 à 1998. Il s'établit ensuite dans la vallée du Fraser et joue avec la British Columbia Rugby Union. En 1999, il étudie à l'université Trinity Western où il entraîne l'équipe de rugby et gradue avec baccalauréat en science de l'activité physique. Il complète ensuite une formation de 12 mois en enseignement de l'université de la Colombie-Britannique avant de retourner enseigner dans la North Peace Secondary School à Fort St. John.

## Politique
Zimmer rejoint le Parti réformiste du Canada en 1988 et cite le chef réformiste Preston Manning et le premier ministre albertain Ralph Klein comme des modèles politique. Demeurant à Abbotsford, il milite pour le candidat réformiste Randy White dans la circonscription de Langley—Abbotsford. De retour à Fort St. John, il se joint à l'Association conservatrice de la circonscription de Prince George-Peace River et y travaille comme président, secrétaire et directeur-général. Après le départ du député de longue date, Jay Hill, il annonce vouloir se présenter à la course à l'investiture, course qu'il remporte face à Dan Davies, collègue enseignant, et Colin Kinsley, ancien maire de Prince George, après six tours de scrutin.
Élu en 2011, il l'emporte face à la candidate néo-démocrate et ancienne député provinciale Lois Boone (en). Il milite pour obtenir des fonds fédéraux pour l'agrandissement de l'Autoroute 2 de la Colombie-Britannique et de la route de l'Alaska,, ainsi que pour une réévaluation des pensions des anciens parlementaires fédéraux.
Réélu en 2015, il s'oppose à une nouvelle étude sur le meurtre des femmes autochtones en prétextant la réalisation d'études précédentes pointant vers le statut économique et le manque d'emploi. Soutenant Andrew Scheer lors de la course à la chefferie conservatrice de mai 2017, il présente un projet de loi privé visant à éliminer les expirations sur les permis de port d'armes. Seuls les Conservateurs approuveront le projet qui sera finalement défait. En octobre 2020, il est un des sept députés à voter contre le projet C-6 visant à interdire les thérapies de conversion,.
Il est réélu en 2019 et 2021.